# Heterochelus parapygidialis
Heterochelus parapygidialis är en skalbaggsart som beskrevs av Kulzer 1960. Heterochelus parapygidialis ingår i släktet Heterochelus och familjen Melolonthidae. Inga underarter finns listade i Catalogue of Life.